# Kalanchoe tomentosa
Kalanchoe tomentosa é uma planta suculenta do gênero Kalanchoe nativa de Madagascar com folhas verdes com bordas vermelho escuro.[ligação inativa] Também é conhecida como orelha-de-gato.
Como característica de toda suculenta, a Kalanchoe tomentosa tem a capacidade de armazenar água em suas folhas, permitindo que ela sobreviva em ambientes com pouca umidade. 
Suas folhas têm uma tonalidade cinza prateada e possuem um formato oblongo-lanceolado, apresentando uma superfície superior com uma concavidade e uma quilha central na face inferior. Além disso, suas folhas são espessas e carnudas. 
Um aspecto característico dessa planta são os pequenos pelos brancos que cobrem suas folhas, dando a elas uma aparência semelhante a orelhas peludas de animais. As margens das folhas têm um contorno dentado em uma tonalidade marrom.

## Cuidados com a Kalanchoe tomentosa
Para garantir que a planta se desenvolva de forma saudável, é importante ter alguns cuidados específicos. Aqui estão algumas dicas essenciais para cuidar dessa planta:
A Kalanchoe tomentosa prospera em luz solar indireta. Posicione-a próxima a uma janela que receba luz solar, mas evite a exposição direta aos raios solares, pois isso pode causar queimaduras nas folhas.
Por ser uma suculenta, a orelha-de-gato armazena água em suas folhas e não requer rega frequente. Apenas regue quando o solo estiver completamente seco. Evite o encharcamento, pois água em excesso pode levar ao apodrecimento das raízes.
Essa planta cresce melhor em um solo mais arenoso e drenado. Certifique-se de que o solo seja drenável e não retenha água em excesso. Ao plantar em um vaso, coloque uma camada de drenagem no fundo, como pedras, para evitar que as raízes fiquem em contato prolongado com a água.
Essa planta prefere temperaturas moderadas, entre 18 °C e 24 °C. Evite expô-la a temperaturas extremas, como muito calor ou muito frio. Se houver previsão de temperaturas muito baixas ou geadas, proteja-a levando-a para um ambiente interno ou uma estufa até que as temperaturas subam.

A adubação pode acontecer a cada dois ou três meses durante o período de crescimento, utilizando um adubo específico para suculentas. No outono e inverno, reduza a frequência da adubação. Siga as instruções do fabricante do adubo cuidadosamente ao aplicá-lo. 